# Chengyang
Chengyang léase Cheng-Yáng (en chino:城阳区, pinyin:Chéngyáng qū, lit: ciudad sol) es un distrito urbano bajo la administración directa de la ciudad-prefectura de Qingdao. Se ubica al este de la provincia de Shandong, este de la República Popular China. Su área es de 532 km² y su población total para 2018 fue +800 mil habitantes. En esta región se encuentra el Aeropuerto Internacional de Qingdao-Liuting.

## Administración
El distrito de Chengyang se divide en 8 pueblos que se administran en subdistritos.